# Sanjay Dutt

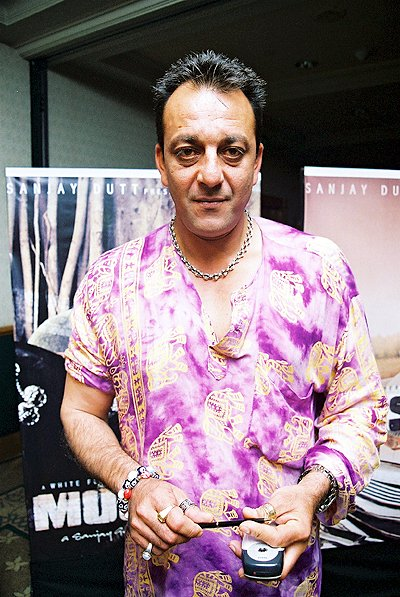
Sanjay Dutt (2010)

Sanjay Dutt (Hindi: संजय दत्त; * 29. Juli 1959 in Mumbai, Indien) ist einer der bekanntesten Schauspieler des indischen Kinos und ein Top-Star Bollywoods. Er ist der Sohn der Bollywood-Schauspieler Nargis und Sunil Dutt.

## Karriere
Sanjay Dutt gab sein Schauspieldebüt 1971 in dem Film Reshma Aur Shera, den sein Vater inszeniert hat. Unter dessen Regie entstand 1981 auch Rocky, in dem Sanjay Dutt erstmals eine Hauptrolle spielte. Der Film wurde allerdings ein Flop. Mit Filmen wie Naam, Kabzaa, Hathyar, Sadak und Saajan entwickelte Sanjay Dutt in den 80er Jahren allerdings eine stete Leinwandpräsenz, seinen Durchbruch feierte er schließlich in Subhash Ghais Spielfilm Khalnayak im Jahre 1993. Überschattet wurde der Erfolg allerdings durch die Verhaftung Sanjay Dutts im gleichen Jahr.

### Privatleben
Sanjay Dutt wurde als junger Mann in den 80er Jahren mehrfach in den USA wegen Drogensucht behandelt. Nach einem besonders schweren Rückfall in die Drogenabhängigkeit versagten seine Lungen und nach einer ersten Operation in Indien wurde er erneut in die USA gesandt, wo er von Fachärzten vollständig geheilt wurde. In der Privatklinik, in der er behandelt wurde, lernte er die indische Bollywood-Schauspielerin Richa Sharma kennen, die er kurz nach seiner Entlassung aus dem Krankenhaus heiratete. Kurz nach der Geburt ihrer Tochter Trishala starb Richa Sharma an einem Gehirntumor. Da Sanjay Dutt seine Tochter in Indien aufziehen wollte, kam es zu einem Sorgerechtsprozess mit seinen Schwiegereltern vor einem US-amerikanischen Gericht, den er verlor. Seine Tochter lebt heute bei seinen Schwiegereltern in New York.

## Konflikt mit dem Gesetz
Seit den frühen 40er Jahren dient die sich immer mehr entwickelnde indische Filmindustrie, hier insbesondere diejenige Bombays (dem späteren Mumbai), dem organisierten Verbrechen als Geldwaschanlage (siehe auch Hindi-Film bzw. Bollywood). Zu Verbindungen zwischen diesen Gruppen kam es ursprünglich aufgrund Materialmangels während der Zeit des Zweiten Weltkrieges. Da die britischen Behörden in Indien (damals noch Kolonie) sämtliches für die Filmherstellung notwendige Material als kriegswichtige Güter deklarierten, begannen Filmemacher sanktionierte Ausrüstung auf dem Schwarzmarkt zu erstehen. Bis heute haben sich in Indien Verbindungen zwischen Kriminellen und Filmschaffenden erhalten.
Im April 1993 wurde Sanjay Dutt verhaftet. Die Staatsanwaltschaft vermutete, er sei (neben anderen in der Filmindustrie tätigen Personen) in die Bombenanschläge von Bombay 1993 („Black Friday“) verwickelt gewesen, bei denen über 250 Menschen getötet und mehr als 700 verletzt worden waren. Diese standen im Zusammenhang zu den um die Jahreswende 1992/93 ausgebrochenen Unruhen in Bombay 1992 („Bombay Riots“), welche ebenfalls eine hohe Opferzahl forderten. Infolgedessen kam es zu Verhaftungen und Untersuchungen gegen Dutt und weitere Personen.
Die Anklage warf dem Bollywood-Star vor, ein Maschinengewehr und eine Pistole besessen zu haben, die für eine Anschlagserie in Bombay eingeschmuggelt worden waren. Tatsächlich besaß Dutt illegal erworbene Waffen, heimlich hatte er auf Mauritius das Schießen erlernt. Ihm dadurch bekannt gewordene Personen waren in die Vorkommnisse 1993 verwickelt. Im Oktober 1995 wurde er auf Kaution freigesetzt, im Dezember allerdings reinhaftiert. Im April 1997 entließ man den Schauspieler abermals auf Kaution.

### Verurteilung
Neun Jahre später kam der Fall 2006 vor Gericht, bis Juli 2007 verbrachte Sanjay Dutt sieben Monate im Gefängnis. Er wurde schließlich zu sechsjähriger Haft wegen illegalen Besitzes von Feuerwaffen verurteilt, eine nähere Beteiligung an den Anschlägen wurde ausgeschlossen. 18 Monate der Strafe hatte der Schauspieler bis dahin verbüßt.
Im November 2007 wurde Dutt nach Berufung auf Kaution freigesetzt und durfte seiner Arbeit wieder nachgehen. Ein politisches Engagement für die Samajwadi Party bei der Parlamentswahl in Indien 2009 und im darauffolgenden Jahr scheiterte nicht zuletzt aufgrund seiner Verurteilung als Straftäter.
Im März 2013 wurde das Urteil nächstinstanzlich bestätigt, aber auf fünf Jahre festgelegt. Eine Aussetzung zur Bewährung wurde trotz Eingaben von Unterstützern ausgeschlossen und Dutt aufgefordert, sich zu stellen. Dem kam er im Mai nach, die Verbüßung des Rests wurde aber schon im Dezember mittels bedingter Strafaussetzung bis März 2014 verschoben. Im Dezember 2015 bekam Sanjay Dutt zwei Wochen Freigang, Ende Februar 2016 wurde er nach Verbüßung seiner Strafe aus dem Gefängnis entlassen. Letztlich konnten seine Kontakte zur kriminellen Unterwelt nicht restlos aufgeklärt werden.

## Image
Sanjay Dutt lebt vom „Bösen-Buben-Image“, das er auf der Leinwand in mehreren Dutzend Filmen kultiviert hat. Er gilt laut einer Auflistung der Zeitung India Today als eine der zehn einflussreichsten Persönlichkeiten des indischen Films, für Schauspieler wie Salman Khan oder Abhishek Bachchan gilt er als schauspielerisches Vorbild.

## Filmographie
- 1981: Rocky
- 1982: Vidhaata
- 1982: Johnny I Love You
- 1983: Main Awara Hoon
- 1983: Bekaraar
- 1984: Mera Faisla
- 1984: Zameen Aasmaan
- 1985: Jaan Ki Baazi
- 1985: Do Dilon Ki Dastaan
- 1986: Mera Haque
- 1986: Jeeva
- 1986: Naam
- 1987: Naam O Nishan
- 1987: Inaam Dus Hazaar
- 1987: Imandar
- 1988: Mohabbat Ke Dushman
- 1988: Khatron Ke Khiladi
- 1988: Kabzaa
- 1988: Jeete Hain Shaan Se
- 1988: Mardon Wali Baat
- 1989: Taaqatwar
- 1989: Mohabbat Ka Paigham
- 1989: Kanoon Apna Apna
- 1989: Hum Bhi Insaan Hain
- 1989: Hathyar
- 1989: Do Qaidi
- 1989: Ilaaka
- 1990: Zahreelay
- 1990: Tejaa
- 1990: Khatarnaak
- 1990: Jeene Do
- 1990: Krodh
- 1990: Thanedaar
- 1991: Yodha
- 1991: Sadak
- 1991: Qurbani Rang Layegi
- 1991: Khoon Ka Karz
- 1991: Fateh
- 1991: Do Matwale
- 1991: Saajan
- 1992: Jeena Marna Tere Sang
- 1992: Adharm
- 1992: Sahebzaade
- 1992: Sarphira
- 1992: Yalgaar
- 1993: Sahibaan
- 1993: Khal Nayak
- 1993: Kshatriya
- 1993: Gumrah
- 1994: Zamane Se Kya Darna
- 1994: Insaaf Apne Lahoo Se
- 1994: Aatish
- 1994: Amaanat
- 1995: Jai Vikraanta
- 1995: Andolan
- 1996: Namak
- 1996: Vijeta
- 1997: Sanam
- 1997: Mahaanta
- 1997: Dus
- 1997: Daud
- 1998: Dushman
- 1999: Daag: The Fire
- 1999: Kartoos
- 1999: Safari
- 1999: Haseena Maan Jaayegi
- 1999: Vaastav: The Reality
- 1999: Khoobsurat
- 2000: Khauff
- 2000: Baaghi
- 2000: Chal Mere Bhai
- 2000: Jung
- 2000: Mission Kashmir
- 2000: Kurukshetra
- 2000: Raju Chacha
- 2001: Jodi No.1
- 2002: Pitaah
- 2002: Der Chaosdoktor (Hum Kisi Se Kum Nahin (2002))
- 2002: Yeh Hai Jalwa Gastauftritt
- 2002: Maine Dil Tujhko Diya
- 2002: Hathyar: Face to Face with Reality
- 2002: Annarth
- 2002: Kaante
- 2003: Ek Aur Ek Gyarah
- 2003: LOC Kargil
- 2003: Munnabhai M.B.B.S.
- 2004: Plan
- 2004: Rudraksh
- 2004: Deewaar
- 2004: Rakht: What If You Can See the Future
- 2004: Musafir
- 2005: Shabd
- 2005: Tango Charlie
- 2005: Parineeta
- 2005: Dus
- 2005: Viruddh... Family Comes First
- 2005: Shaadi No. 1
- 2005: Ek Ajnabee Gastauftritt
- 2005: Vaah! Life Ho Toh Aisi!
- 2006: Zinda
- 2006: Tathastu
- 2006: Anthony Kaun Hai
- 2006: Lage Raho Munna Bhai
- 2007: Eklavya: The Royal Guard
- 2007: Nehlle Pe Dehlla
- 2007: Sarhad Paar
- 2007: Shootout at Lokhandwala
- 2007: Dhamaal
- 2007: Om Shanti Om Gastauftritt
- 2007: Dus Kahaniyan
- 2008: Kidnap
- 2008: EMI
- 2009: Luck
- 2009: Blue
- 2012: Agneepath
- 2013: Zila Gaziabad
- 2013: Policegiri
- 2014: Ungli
- 2014: PK
- 2017: Bhoomi
- 2018: Sanju (Cameo)
- 2018: Saheb Biwi Aur Gangster 3
- 2019: Baba (Produktion)
- 2019: Kalank
- 2019: Prassthanam
- 2019: Panipat
- 2020: Sadak 2
- 2020: Torbaaz
- 2021: Bhuj: The Pride of India
- 2022: Toolsidas Junior
- 2022: K.G.F. Chapter 2
- 2022: Samrat Prithviraj
- 2022: Shamshera
- 2023: Jawan (Cameo)
- 2023: Leo
- 2024: Ghudchadi
- 2024: Double iSmart
- 2025: The Bhootnii
- 2025: Housefull 5
- 2025: Baaghi 4
- 2025: The Raja Saab
- 2025: Dhurandhar

## Auszeichnungen

### Filmfare Awards
- 1992: Nominierung als Bester Hauptdarsteller für Saajan
- 1994: Nominierung als Bester Hauptdarsteller für Khal Nayak
- 2000: Auszeichnung als Bester Hauptdarsteller für Vaastav: The Reality
- 2001: Nominierung als Bester Hauptdarsteller für Mission Kashmir – Der blutige Weg der Freiheit
- 2003: Nominierung als Bester Nebendarsteller für Kaante
- 2004: Auszeichnung als Bester Komiker für Munnabhai M.B.B.S.
- 2006: Nominierung als Bester Nebendarsteller für Parineeta

#### International Indian Film Academy Awards
- 2000: Auszeichnung als Bester Hauptdarsteller für Vaastav: The Reality
- 2001: Nominierung als Bester Hauptdarsteller für Mission Kashmir – Der blutige Weg der Freiheit

### Star Screen Awards
- 2000: Auszeichnung als Bester Hauptdarsteller für Vaastav: The Reality
- 2001: Nominierung als Bester Hauptdarsteller für Kurukshetra & Auszeichnung als Bester Nebendarsteller für Mission Kashmir – Der blutige Weg der Freiheit
- 2004: Nominierung als Bester Hauptdarsteller für Munnabhai M.B.B.S.
- 2005: Nominierung als Bester Nebendarsteller für Deewaar – Hölle ohne Wiederkehr

### Stardust Awards
- 2004: Auszeichnung als „Stardust Star of the Year“ für Munnabhai M.B.B.S.